# Санкт Јохан (Мајен)
Санкт Јохан (њем. Sankt Johann) општина је у њемачкој савезној држави Рајна-Палатинат. Једно је од 86 општинских средишта округа Мајен-Кобленц. Према процјени из 2010. у општини је живјело 947 становника. Посједује регионалну шифру (AGS) 7137097.

## Географски и демографски подаци
Санкт Јохан се налази у савезној држави Рајна-Палатинат у округу Мајен-Кобленц. Општина се налази на надморској висини од 400 метара. Површина општине износи 4,3 km². У самом мјесту је, према процјени из 2010. године, живјело 947 становника. Просјечна густина становништва износи 220 становника/km².

## Међународна сарадња
| Мјесто    | Држава               | Врста сарадње | Од    |
| --------- | -------------------- | ------------- | ----- |
| Годалминг | Уједињено Краљевство | партнерство   | 1982. |
|           | Француска            | партнерство   | 1964. |
|           | Чешка                | партнерство   | 1994. |
| Извор     |                      |               |       |